# Хейс (округ, Техас)
Округ Хейс (англ. Hays County) расположен в США, штате Техас. На 2000 год численность населения составляла 97 582 человек. По оценке бюро переписи населения США в 2009 году население округа составляло 155 545 человек. Окружным центром является город Сан-Маркос.

## История
Округ Хейс был сформирован в 1848 году.

## География
Согласно данным Бюро переписи населения США, площадь округа Хейс составляет 1755 км².

### Основные шоссе
- Федеральная автострада 35
- Шоссе 290
- Автострада 21
- Автострада 80

### Соседние округа
- Травис  (северо-восток)
- Колдуэлл  (юго-восток)
- Гуадалупе  (юг)
- Комал  (юго-запад)
- Бланко  (северо-запад)

## Демография
По данным переписи населения 2000 года в округе проживало 97 582 жителей. Среди них 24,7 % составляли дети до 18 лет, 8,1 % люди возрастом более 65 лет. 49,9 % населения составляли женщины.
Национальный состав был следующим: 92,0 % белых, 4,6 % афроамериканцев, 0,7 % представителей коренных народов, 1,2 % азиатов, 33,4 % латиноамериканцев. 1,4 % населения являлись представителями двух или более рас.
Средний доход на душу населения в округе составлял $19931. 14,2 % населения имело доход ниже прожиточного минимума. Средний доход на домохозяйство составлял $57410.
Также 84,7 % взрослого населения имело законченное среднее образование, а 31,3 % имело высшее образование.